# Notosalpingus ornatus
Notosalpingus ornatus es una especie de coleóptero de la familia Salpingidae.

## Distribución geográfica
Habita en Australia.